# Leucania ignifera
Leucania ignifera là một loài bướm đêm trong họ Noctuidae.